# Glenea transversevittipennis
Glenea transversevittipennis là một loài bọ cánh cứng trong họ Cerambycidae.